# DeAnna Price
DeAnna Price, född 8 juni 1993, är en amerikansk friidrottare.
Vid Världsmästerskapen i friidrott 2019 tog Price guld i slägga. I augusti 2023 vid VM i Budapest tog hon brons efter ett kast på 75,41 meter.